# Zibido San Giacomo
Zibido San Giacomo est une commune italienne de la ville métropolitaine de Milan, dans la région de la Lombardie.

## Administration
| Période                                  | Période  | Identité       | Étiquette | Qualité |
| ---------------------------------------- | -------- | -------------- | --------- | ------- |
| 2008                                     | En cours | Piero Garbelli |           |         |
| Les données manquantes sont à compléter. |          |                |           |         |

### Frazione
Zibido, San Giacomo, Badile, Moirago, San Pietro Cusico.

### Communes limitrophes
Trezzano sul Naviglio, Buccinasco, Gaggiano, Assago, Rozzano, Noviglio, Basiglio, Lacchiarella, Binasco.

### Jumelages
- Villecresnes (France) depuis 2010.